# Архијерејско намесништво белопаланачко
Архијерејско намесништво белопаланачко сачињава одређени број црквених општина и парохија Српске православане цркве у Епархији нишкој, под надзором архијерејског намесника са седиштем у Белој Паланци у храму Вазнесења Господњег. Административно намесништво припада општини Бела Паланка и општини Бабушница у Пиротском управном округу.
Намесништво опслужује вернике из Беле Паланке, Бабушнице, Црвене Реке и околних села, и у свом саставу има - сакралне објеката изграђена у периоду од 19. до 21. века. У последњих двадесет година цркве намесништва доведене су у функционално стање неопходно за Богослужење верујућег народа.
У саставу Архијерејског намесништва Белопаланачког су 3 парохије са 17 храмова.

## Парохије, седиште и области
| Парохија            | Седиште парохије                                       | Области |
| ------------------- | ------------------------------------------------------ | --- |
| Прва белопаланачка  | Бела Паланка Црква Вазнесења Господњег у Белој Паланци | - Део Беле Паланке, десна страна Црвене Реке, - Села Клисура, Кременица, Теловац, Чифлик, Сињац, Мирановац, Мирановачка Кула, Пајеж, Моклиште, Доњи Рињ (ненасељен), Горњи Рињ (ненасељен), Дражево, Бабин Кал, Доња Глама, Горња Глама, Букуровац, Клење, Љубатовица, Козја, Витановац, Долац, Врандол, Градиште, Крупац, Ореовац.             |
| Друга белопаланачка | Бела Паланка Црква Вазнесења Господњег у Белој Паланци | - Део Беле Паланке, лева страна Црвене Реке - Села — Ново Село, Долац насеље, Шпај, Вргудинац, Космовац, Глоговац, Тамјаница, Топоница, Црвени Брег, Мокра, Лесковик, Црноклиште, Осмаково, Враниште. |
| Бабушничка          | Бабушница Храм Преноса моштију Светог Николе           | - Бабушница - Села Извор, Сурачево, Драгинац, Стол, Стрижевац, Шљивовик, Бежиште, Ресник, Братишевац, Проваљеник, Крњино, Војнице, Радошевац, Калуђерово, Вава, Александровац, Камбелевац, Дучевац, Сиња Глава, Љуберађа, Грнчар, Бердуј, Врело, Радињинце, Масуровце, Стрелац, Валниш, Студена, Грочинце, Линово, Дол, Брестовдол, Богдановац. |

## Храмови у парохијама
| Парохија              | Храмови |
| --------------------- | --- |
| Белопаланачка (прва)  | Храм Вазнесења Господњег у Белој Паланци - Стара црква у Белој Паланци - Храм Светог архангела Гаврила у Моклишту - Храм Светог великомученика Пантелејмона у Враништу - Храм Свете Петке у Градишту - Храм Светог Илије у Клисури - Храм Светих апостола Петра и Павла у Црноклишту - Храм Светог Јована Крститеља у Мирановачкој Кули. |
| Белопаланачка (друга) | Храм Светих Ћирила и Методија у Црвеној Реци - Храм Рођења Пресвете Богородице у Мокри - Храм Свете преподобномученице Параскеве у Шпају - Храм Светог Николаја у Горњем Стрижевцу - Храм Светог великомученика Георгија у Осмакову. |
| Бабушничка            | Храм Преноса моштију Светог Николаја Чудотворца у Бабушници - Храм Свете Тројице у Драгинцу - Храм Светог пророка Илије у Љуберађи - Храм Успења Пресвете Богородице у Стрелцу. |

## Галерија
- Храмови у намесништву
- Црква Свете Петке у Градишту
- Стара црква у Белој Паланци
- Храм Светог пророка Илије у Љуберађи
- Храм Успења Пресвете Богородице у Стрелцу